# Wingecarribee River
Der Wingecarribee River ist ein Fluss im Südosten des australischen Bundesstaates New South Wales.

## Verlauf
Er entspringt bei Robertson, einer Kleinstadt südwestlich von Wollongong. Die Stadt liegt zwischen Macquarie-Pass-Nationalpark und Budderoo-Nationalpark und ist die Heimat des Titelhelden im Film Ein Schweinchen namens Babe.
Von seiner Quelle fließt der Fluss nach Nordwesten durch das südliche Hochland von New South Wales, weg vom Meer. In Berrima tritt er in eine enge Schlucht ein und mündet in den Wollondilly River bei Tugalong.
Auf der Hochfläche, die der Fluss durchschneidet, liegt das bekannte Camp Biloela.
In seinem Oberlauf bildet der Fluss den Wingecarribee Swamp, das einzige nennenswerte Moor in New South Wales. Der größte Teil dieses Moores wurde entwässert, aber der verbleibende Teil dient als Lebensraum für eine Reihe bedrohter Arten.
Im Rahmen des  Shoalhaven-Systems wird Wasser aus dem Shoalhaven River in das Wingecarribee Reservoir, einen Stausee an der Quelle des Wingecarribee River, gepumpt und trägt zur Wasserversorgung von Sydney bei.

### Durchflossene Seen
- Wingecarribee Reservoir – 688 m ü. M.